# Carlos Cândido dos Reis
Carlos Cândido dos Reis (Lisboa, 16 de janeiro de 1852 – Lisboa, 4 de outubro de 1910), conhecido na época e historicamente como Almirante Reis foi um militar, herói das revoltas republicanas e um dos seus principais arquitectos, pertencia à carbonária portuguesa.

## Biografia social, profissional e histórica
Iniciou a sua carreira na Marinha como voluntário, aos dezassete anos, sendo sucessivamente promovido até ao posto de vice-almirante. Em 1 de outubro de 1870 é Guarda-marinha. Reforma-se em julho de 1909.
Apesar de ter sido agraciado com o grau de oficial da Ordem de Avis e a de Cavaleiro da Torre e Espada pelos seus feitos na marinha, foi desde muito novo um adepto republicano de firmes convicções, tendo participado activamente na luta antimonárquica.
Foi também um elemento destacado da Carbonária, sendo também iniciado na Maçonaria em 9 de dezembro de 1909 por Magalhães Lima, com o nome simbólico de "Pêro de Alenquer" e sendo um apologista da ideologia anticlerical.
Não foi tanto como político propagandístico mas como conspirador que se destacou. Embora tenha sido eleito como deputado nas listas republicanas de 1910, participou activamente no golpe fracassado de 28 de janeiro de 1908, que devia começar com a prisão de João Franco, então chefe do governo. Após um pequeno período de desânimo voltou à luta e rapidamente se transformou no organizador militar da revolta de 5 de Outubro de 1910.
Na tarde do dia 3 de outubro de 1910, ao saber-se que o então chefe do governo, Teixeira de Sousa, tinha sido avisado do golpe republicano e pusera de prevenção as tropas leais à causa monárquica, a maioria dos chefes republicanos propôs um adiamento do golpe, ao que se opôs o Almirante Cândido dos Reis. Dado que era o chefe militar e principal dinamizador da revolta, a sua posição levou a que esta ocorresse.
Nos primeiros momentos da revolta de 5 de Outubro de 1910 o Dr. Miguel Bombarda, um dos chefes civis do golpe e senhor de muitos dos seus segredos, é atingido a tiro por um doente mental do Hospital de Rilhafoles. Também a maioria das unidades militares comprometidas no movimento não chegou a revoltar-se e muitos oficiais do exército, julgando tudo perdido, haviam abandonado o entrincheiramento da Rotunda. Cândido dos Reis, pensando estar o golpe frustrado, não quis seguir para bordo de um dos navios que estava implicado no movimento. Despediu-se dos oficiais da Marinha mais próximos e horas depois era encontrado morto na Azinhaga das Freiras, tendo-se suicidado em consequência não só dos factos, mas também do seu temperamento hipocondríaco que lhe proporcionava crises de entusiasmo e de depressão frequentes.
O golpe acabou afinal por triunfar e poucas horas depois é proclamada solenemente a República do alto da varanda da Câmara Municipal de Lisboa.
O nome do Almirante Carlos Cândido dos Reis foi utilizado não só em ruas e avenidas, mas também para substituir o nome de "D. Carlos I" no principal cruzador da esquadra portuguesa.